# Viking løber af Stabelen
Viking løber af Stabelen er en dansk dokumentarisk optagelse fra 1907 foretaget af Peter Elfelt.

## Handling
Skoleskibet "Viking" løber af stabelen lørdag den 1. december på Refshaleøen.